# Martin Loogna
Martin Loogna, född 6 januari 1963, är en radioprogramledare och författare.
Loogna har ett förflutet inom de kommersiella radiokanalerna SAF Radio, Radio City, Rix FM, Mix Megapol, Studio 107,5, Vinyl 107, STAR FM och lokalradiokanalerna Skärgårdsradion och V97.
Loogna var actionreporter i Rix Morron Zoo med Jesse & Titti Schultz 99-01 och sedermera i morgonprogrammet "Jesse, Loogna & Martina (Thun) " på Mix Megapol 2001-2005. Han arbetade från januari 2010 till december 2012 på radiokanalen Vinyl 107, där han sände morgonprogrammet tillsammans med Jesse Wallin och mellan 2018 och 2020 som actionreporter på STAR FM. Martin Loogna äger och driver Skärgårdsradion.